# روبرت آیزنمن
روبرت آیزنمن (به انگلیسی: Robert Eisenman) یک پژوهشگر دربارهٔ کتاب مقدس، نویسنده الهیات، تاریخ‌دان، باستان‌شناس آمریکایی و اهل نیوجرسی است. او در حال حاضر استاد دین‌های خاورمیانه، باستان‌شناسی و قوانین اسلامی می‌باشد. وی هم چنین رئیس بخش مطالعات خاستگاه دین یهودی مسیحی در دانشگاه ایالتی کالیفرنیا می‌باشد.
وی کمپینی برای آزاد سازی دسترسی به طومارهای دریای مرده را در دهه ۱۹۸۰ و ۱۹۹۰ میلادی رهبری می‌کرد.